# Sezon 2014/2015 w curlingu
Zestawienie rozgrywek curlingowych w sezonie 2014/2015, który rozpocznie się w sierpniu 2014 a zakończy w maju roku następnego.
|                  | Zawody                                                                                  | 1.                            | 2.                           | 3.                                  |
| ---------------- | --------------------------------------------------------------------------------------- | ----------------------------- | ---------------------------- | ----------------------------------- |
|                  | Mistrzostwa Europy Mikstów Tårnby, 14 września–20 września 2014                         | Patric Mabergs                | Steffen Walstad              | Silvana Tirinzoni                   |
|                  | Mistrzostwa Europy - Grupa C Zoetermeer, 4–11 października 2014                         | Marianne Neeleman             | Marína Gallová               | Oihane Otaegi                       |
| Walter Verbueken | Mistrzostwa Europy - Grupa C Zoetermeer, 4–11 października 2014                         | Adam Freilich                 | Alan Mitchell                |                                     |
|                  | Mistrzostwa Europy Niesłyszących Soczi, 26-31 października 2014                         | Rosja                         | Chorwacja                    | Ukraina                             |
| Rosja            | Mistrzostwa Europy Niesłyszących Soczi, 26-31 października 2014                         | Ukraina                       | Niemcy                       |                                     |
|                  | Kwalifikacje do Mistrzostw Świata w Curlingu na Wózkach Lillehammer, 1-6 listopada 2014 | Rune Lorentsen                | Jens Jäger                   | Ojars Briedis                       |
|                  | Mistrzostwa Azji i Strefy Pacyfiku Karuizawa, 8–16 listopada 2014                       | Liu Sijia                     | Kim Eun-jung                 | Ayumi Ogasawara                     |
| Zang Jialiang    | Mistrzostwa Azji i Strefy Pacyfiku Karuizawa, 8–16 listopada 2014                       | Yusuke Morozumi               | Kim Soo-hyuk                 |                                     |
| Kanada           | Canadian Mixed Curling Championship North Bay, 8–15 listopada 2014                      | Max Kirkpatrick               | Jamie Koe                    | Chris Gardner                       |
|                  | Mistrzostwa Europy Champéry, 22–29 listopada 2014                                       | Binia Feltscher               | Anna Sidorowa                | Eve Muirhead                        |
| Niklas Edin      | Mistrzostwa Europy Champéry, 22–29 listopada 2014                                       | Thomas Ulsrud                 | Sven Michel                  |                                     |
| Kanada           | Travelers Curling Club Championships Halifax, 24–29 listopada 2014                      | Kerry Lackie                  | Tammi Cudmore                | Tracy Andries Sharon Cormier        |
| Kanada           | Travelers Curling Club Championships Halifax, 24–29 listopada 2014                      | Kory Kohuch                   | Michael Hull                 | Dan Sherrard Kerry Fedorchuk        |
| Kanada           | Canada Cup Camrose, 3-7 grudnia 2014                                                    | Valerie Sweeting              | Rachel Homan                 | Heather Nedohin                     |
| Kanada           | Canada Cup Camrose, 3-7 grudnia 2014                                                    | Mike McEwen                   | Brad Jacobs                  | Glenn Howard                        |
|                  | Europejski Challenge Juniorów Praga, 3-8 stycznia 2015                                  | Hetty Garnier                 | Dilsat Yildiz                | Dorottya Palancsa                   |
| Artur Ali        | Europejski Challenge Juniorów Praga, 3-8 stycznia 2015                                  | Sergio Vez Labrador           | Enes Taskesen                |                                     |
|                  | Continental Cup Calgary, 8–11 stycznia 2015                                             | Kanada                        | Europa                       | –                                   |
|                  | Pinty’s All-Star Curling Skins Game Banff, 16–18 stycznia 2015                          | Rachel Homan                  | Jennifer Jones               | Valerie Sweeting                    |
| Brad Jacobs      | Pinty’s All-Star Curling Skins Game Banff, 16–18 stycznia 2015                          | John Morris                   | Mike McEwen                  |                                     |
| Polska           | Mistrzostwa Polski Seniorów Warszawa, 17–18 stycznia 2015                               | Arkadiusz Sypień              | Andrzej Janowski             | Jacek Goczoł                        |
|                  | Mistrzostwa Azji i Strefy Pacyfiku Juniorów Naseby, 17–24 stycznia 2015                 | Kim Eun-bi                    | Jiang Yilun                  | Eleanor Adviento                    |
| Lee Ki-jeong     | Mistrzostwa Azji i Strefy Pacyfiku Juniorów Naseby, 17–24 stycznia 2015                 | Shao Zhilin                   | Ryuji Shibaya                |                                     |
| Kanada           | Canadian Junior Curling Championships Corner Brook, 24 stycznia–1 lutego 2015           | Kelsey Rocque                 | Chelsea Brandwood            | Corryn Brown                        |
| Kanada           | Canadian Junior Curling Championships Corner Brook, 24 stycznia–1 lutego 2015           | Braden Calvert                | Jacob Hersikorn              | Rene Comeau                         |
|                  | Challenge Ameryk do Mistrzostw Świata Mężczyzn Blaine, 30 stycznia–1 lutego 2015        | Heath McCormick               | Marcelo Mello                | –                                   |
|                  | Zimowa Uniwersjada Grenada, 4–13 lutego 2015                                            | Anna Sidorowa                 | Breanne Meakin               | Michèle Jäggi                       |
| Steffen Walstad  | Zimowa Uniwersjada Grenada, 4–13 lutego 2015                                            | Jewgienij Arkipow             | Kyle Smith                   |                                     |
|                  | Mistrzostwa Świata w Curlingu na Wózkach Lohja, 7–14 lutego 2015                        | Andriej Smirnow               | Wang Haitao                  | Markku Karjalainen                  |
| Kanada           | Scotties Tournament of Hearts Moose Jaw, 14–22 lutego 2015                              | Jennifer Jones                | Valerie Sweeting             | Rachel Homan                        |
| Polska           | Mistrzostwa Polski Par Mieszanych Warszawa, 26 lutego–1 marca 2015                      | Karolina Florek Szymon Molski | Marta Pluta Damian Herman    | Ewa Stych Tomasz Bosek              |
|                  | Mistrzostwa Świata Juniorów Tallinn, 28 lutego-8 marca 2015                             | Kelsey Rocque                 | Gina Aitken                  | Lisa Gisler                         |
| Braden Calvert   | Mistrzostwa Świata Juniorów Tallinn, 28 lutego-8 marca 2015                             | Romano Meier                  | Bruce Mouat                  |                                     |
| Kanada           | Tim Hortons Brier Calgary, 28 lutego-8 marca 2015                                       | John Morris                   | Brad Jacobs                  | Steve Laycock                       |
| Kanada           | Canadian Mixed Doubles Curling Trials 11–15 marca 2015                                  | Park / Thomas                 | Abbis-Mills / Bobbie         | Kreviazuk / Mathers Murphy / Murphy |
|                  | Mistrzostwa Świata Kobiet Sapporo, 14–22 marca 2015                                     | Alina Pätz                    | Jennifer Jones               | Anna Sidorowa                       |
| Polska           | Mistrzostwa Polski Juniorów Warszawa, 20–22 marca 2015                                  | Marta Pluta                   | Aneta Lipińska               | Daria Chmarra                       |
| Polska           | Mistrzostwa Polski Juniorów Warszawa, 20–22 marca 2015                                  | Michał Janowski               | Tomasz Pluta                 | Radosław Pisarek                    |
| Kanada           | Canadian Senior Curling Championships Edmonton, 21–29 marca 2015                        | Terri Loblaw                  | Colleen Jones                | Sandra Jenkins                      |
| Kanada           | Canadian Senior Curling Championships Edmonton, 21–29 marca 2015                        | Randy Neufeld                 | Ted Butler                   | Wayne Tallon                        |
|                  | Mistrzostwa Świata Mężczyzn Halifax, 28 marca-5 kwietnia 2015                           | Niklas Edin                   | Thomas Ulsrud                | Pat Simmons                         |
| Polska           | Mistrzostwa Polski Warszawa, 8–12 kwietnia 2015                                         | Marta Szeliga-Frynia          | Adela Walczak                | Marta Pluta                         |
| Polska           | Mistrzostwa Polski Warszawa, 8–12 kwietnia 2015                                         | Tomasz Zioło                  | Damian Herman                | Borys Jasiecki                      |
|                  | Mistrzostwa Świata Par Mieszanych Soczi, 18–25 kwietnia 2015                            | Dorottya Palancsa Zsolt Kiss  | Camilla Johansson Per Noreen | Kristin Skaslien Magnus Nedregotten |
|                  | Mistrzostwa Świata Seniorów Soczi, 18–25 kwietnia 2015                                  | Lois Fowler                   | Fiona Grace Simpson          | Norma O’Leary                       |
| Lyle Sieg        | Mistrzostwa Świata Seniorów Soczi, 18–25 kwietnia 2015                                  | Alan O’Leary                  | Hans Frauenlob               |                                     |

## Eliminacje do Mistrzostw Kanady 2015
| Prowincja                    | Kobiety Scotties Tournament of Hearts Moose Jaw, 14–22 lutego 2015               | Kobiety Scotties Tournament of Hearts Moose Jaw, 14–22 lutego 2015 | Mężczyźni Tim Hortons Brier Calgary, 28 lutego-8 marca 2015                     | Mężczyźni Tim Hortons Brier Calgary, 28 lutego-8 marca 2015 |
| ---------------------------- | -------------------------------------------------------------------------------- | ------------------------------------------------------------------ | ------------------------------------------------------------------------------- | ----------------------------------------------------------- |
| Alberta                      | AB Scotties Tournament of Hearts Lacombe, 21 – 25 stycznia 2015                  | Valerie Sweeting                                                   | Boston Pizza Cup Wainwright, 4-8 lutego 2015                                    | Kevin Koe                                                   |
| Jukon                        | Yukon Scotties Tournament of Hearts Whitehorse, 8–11 stycznia 2015               | Sarah Koltun                                                       | Yukon Men’s Curling Championship Whitehorse, 8–11 stycznia 2015                 | Robert Smallwood                                            |
| Kolumbia Brytyjska           | BC Scotties Tournament of Hearts Maple Ridge, 21–25 stycznia 2015                | Patti Knezevic                                                     | Canadian Direct Insurance BC Men’s Curling Championship Vernon, 3-8 lutego 2015 | Jim Cotter                                                  |
| Manitoba                     | MB Scotties Tournament of Hearts Winkler, 21–25 stycznia 2015                    | Jennifer Jones                                                     | Safeway Championship Brandon, 4-8 lutego 2015                                   | Reid Carruthers                                             |
| Northern Ontario             | NO Scotties Tournament of Hearts Thunder Bay, 14–18 stycznia 2015                | Tracy Horgan                                                       | Travelers NO Men’s Provincial Kenora, 4-8 lutego 2015                           | Brad Jacobs                                                 |
| Nowa Fundlandia i Labrador   | NL Scotties Tournament of Hearts St. John’s, 13–18 stycznia 2015                 | Heather Strong                                                     | Newfoundland and Labrador Tankard Labrador City, 6-8 lutego 2015                | Brad Gushue                                                 |
| Nowa Szkocja                 | NS Scotties Tournament of Hearts Halifax, 20–25 stycznia 2015                    | Mary-Anne Arsenault                                                | Clearwater NS Men’s Provincial Championship Halifax, 3-8 lutego 2015            | Glen MacLeod                                                |
| Nowy Brunszwik               | NB Scotties Tournament of Hearts Fredericton Junction, 28 stycznia–1 lutego 2015 | Sylvie Robichaud                                                   | Pepsi Tankard Fredericton Junction, 28 stycznia–1 lutego 2015                   | Jeremy Mallais                                              |
| Nunavut                      | NU Scotties Tournament of Hearts                                                 | –                                                                  | Nunavut Men’s Curling Championship                                              | –                                                           |
| Ontario                      | ON Scotties Tournament of Hearts Penetanguishene, 19–25 stycznia 2015            | Julie Hastings                                                     | Dominion Tankard Thames Centre, 2-8 lutego 2015                                 | Mark Kean                                                   |
| Quebec                       | Championnat Provincial des Coeurs Scotties Victoriaville, 11–18 stycznia 2015    | Lauren Mann                                                        | Championnat provincial de curling masculin Victoriaville, 11–18 stycznia 2015   | Jean-Michel Ménard                                          |
| Saskatchewan                 | SK Scotties Tournament of Hearts Assiniboia, 21–25 stycznia 2015                 | Stefanie Lawton                                                    | SaskTel Tankard Melville, 4-8 lutego 2015                                       | Steve Laycock                                               |
| Terytoria Północno-Zachodnie | NWT Scotties Tournament of Hearts Yellowknife, 8–11 stycznia 2015                | Kerry Galusha                                                      | NWT Men’s Curling Championship Inuvik, 5-8 lutego 2015                          | Jamie Koe                                                   |
| Wyspa Księcia Edwarda        | PEI Scotties Tournament of Hearts Silver Fox, 23–27 stycznia 2015                | Suzanne Birt                                                       | PEI Tankard Maple Leaf, 6–10 lutego 2015                                        | Adam Casey                                                  |
| Team Canada                  | Scotties Tournament of Hearts 2014 Montreal, 1-9 lutego 2014                     | Rachel Homan                                                       | Tim Hortons Brier 2014 Kamloops, 1-9 marca 2014                                 | John Morris                                                 |